# Mesocyphocaris longicaudatus
Mesocyphocaris longicaudatus is een vlokreeftensoort uit de familie van de Cebocaridae. De wetenschappelijke naam van de soort is voor het eerst geldig gepubliceerd in 1960 door Birstein & M. Vinogradov.